# Turi Ferro
Salvatore "Turi" Ferro (Catânia, 10 de janeiro de 1921 - Catânia, 11 de maio de 2001
) foi um ator italiano.

## Filmografia parcial
- Un uomo da bruciare (1962)
- Extraconiugale (1964)
- Io la conoscevo bene de Antonio Pietrangeli (1965)
- Rita la zanzara de Lina Wertmüller (1966)
- Non stuzzicate la zanzara de Lina Wertmüller (1966)
- Sette volte sette de Michele Lupo (1968)
- Un caso di coscienza de Giovanni Grimaldi (1969)
- Scipione detto anche l'africano (1971), de Luigi Magni
- L'istruttoria è chiusa: dimentichi (1971), de Damiano Damiani
- La violenza: quinto potere (1972), de Florestano Vancini
- Imputazione di omicidio per uno studente (1972), de Mauro Bolognini
- Mimì metallurgico ferito nell'onore (1972), de Lina Wertmuller
- Malizia (1973), de Salvatore Samperi, com Laura Antonelli
- Il lumacone de Paolo Cavara (1974)
- Virilità de Paolo Cavara (1974)
- La governante de Giovanni Grimaldi (1974), con Agostina Belli
- I baroni de Giampaolo Lomi (1975)
- Malia, vergine e di nome Maria de Sergio Nasca (1975)
- Che notte quella notte!, de de Ghigo De Chiara (1977)
- Stato interessante de Sergio Nasca (1977)
- Fatto di sangue fra due uomini per causa di una vedova - si sospettano moventi politici (1978), de Lina Wertmuller, com Sophia Loren, Marcello Mastroianni
- Ernesto de Salvatore Samperi (1979)
- Il turno, de Tonino Cervi (1981)
- La posta in gioco, de Sergio Nasca (1988)
- Malizia 2000 (1992), de Salvatore Samperi
- Tu ridi (1998), de Paolo e Vittorio Taviani